# 富士社会教育センター
富士社会教育センター（ふじしゃかいきょうくセンター）は、静岡県御殿場市に所在する公益財団法人。民社党委員長の西村栄一によって1969年7月に設立された旧同盟系の社会教育団体である。

## 概要
1967年11月、民社党は静岡県御殿場市に労働運動教育のための校舎を建設。1968年5月から施設利用等の活動が開始された。
1969年、民社党委員長の西村栄一はここに、若い活動家層を育成するための組織である富士社会教育センターを創立した。同年4月に財団法人として認可を受け、7月に設立登記を完了した。8月1日、センター内に労働組合員向けの研修機関として「富士政治大学校」を開設し、西村は同校の初代学長に就任した。生産性向上研修とともに反共思想教育を行う。
1971年4月27日、西村が死去。同年6月、富士社会教育センターと「日本労働者教育協会」は合併。
1994年12月9日に民社党解党大会が行われるが、同党の解党後も旧同盟系の労組や無所属・民社協会会員や新進党、民主党、民進党、国民民主党、新・国民民主党の地方議員らに研修の機会を提供している。
2011年11月1日、公益財団法人に移行した。

## 役員
- 現在の理事長は逢見直人。歴代理事長は、松下正寿、竹本孫一、高橋正則、宇佐美忠信、大松明則、落合清四など。

- 2代目理事長の松下正寿は1970年代から文鮮明に傾倒[6]。世界平和教授アカデミー会長、世界日報論説委員、宗教新聞社社主など世界平和統一家庭連合（旧統一教会）の関連団体の要職を務めた[7][8]。日韓トンネルの建設にも意欲を示し、1983年5月に日韓トンネル研究会の設立総会が開かされた際、呼びかけ人代表として挨拶した[9][10]。1985年には「国際ハイウェイ・日韓トンネルの構想は国際文化財団の創設者である文鮮明先生のものである。我々は先ずこの素晴らしい構想に対して感謝しよう」と書き記した[11]。

- 日本会議との結びつきも強い。元理事長の宇佐美忠信は日本会議代表委員を務めた[12]。元理事の田久保忠衛は日本会議会長を務めた[13]。現・理事の高池勝彦[14]は日本会議の2つの関連団体、「21世紀の日本と憲法」有識者懇談会（民間憲法臨調）の代表委員[15]と、明治の日推進協議会の運営委員長[16]を務めている。